# Geocast
Geocast oznacza sposób dostarczania informacji w sieci komputerowej do grupy użytkowników, określonej przez położenie geograficzne. Jest to szczególny przypadek multicastu, wykorzystywany przez niektóre protokoły trasowania w sieciach typu Ad-Hoc.
Położenie geograficzne określone jest jednym z trzech sposobów: punktem o znanych współrzędnych, kołem o znanym środku i promieniu albo wielokątem (listą punktów, np. P(1), P(2), …, P(n–1), P(n), P(1)). Router geograficzny (ang. GeoRouter) określa obszar swojego działania jako unię obszarów geograficznych, objętych przez przyłączone doń sieci. Obszar ten opisywany jest przez wielokąt. Georutery wymieniają między sobą informacje o swoich obszarach działania by budować tablice trasowania.